# Марксвілл (Луїзіана)
Марксвілл (англ. Marksville) — місто (англ. city) в США, в окрузі Авуаель штату Луїзіана. Населення — 5065 осіб (2020).

## Географія
Марксвілл розташований за координатами 31°7′28″ пн. ш. 92°3′58″ зх. д. / 31.12444° пн. ш. 92.06611° зх. д. (31.124408, -92.066227).  За даними Бюро перепису населення США в 2010 році місто мало площу 12,51 км², з яких 12,48 км² — суходіл та 0,03 км² — водойми.

## Демографія
Згідно з переписом 2010 року, у місті мешкали 5702 особи в 2067 домогосподарствах у складі 1327 родин. Густота населення становила 456 осіб/км².  Було 2283 помешкання (182/км²).
Расовий склад населення:
| - 50,5 % — білих - 42,9 % — чорних або афроамериканців - 1,9 % — корінних американців - 0,8 % — азіатів |

До двох чи більше рас належало 3,5 %. Частка іспаномовних становила 1,9 % від усіх жителів.
За віковим діапазоном населення розподілялося таким чином: 25,7 % — особи молодші 18 років, 60,5 % — особи у віці 18—64 років, 13,8 % — особи у віці 65 років та старші. Медіана віку мешканця становила 34,6 року. На 100 осіб жіночої статі у місті припадало 99,0 чоловіків;  на 100 жінок у віці від 18 років та старших — 98,8 чоловіків також старших 18 років.
Середній дохід на одне домашнє господарство  становив 40 724 долари США (медіана — 25 850), а середній дохід на одну сім'ю — 49 737 доларів (медіана — 34 621). Медіана доходів становила 27 411 долар для чоловіків та 31 701 долар для жінок. За межею бідності перебувало 29,8 % осіб, у тому числі 47,8 % дітей у віці до 18 років та 34,4 % осіб у віці 65 років та старших.
Цивільне працевлаштоване населення становило 1979 осіб. Основні галузі зайнятості: освіта, охорона здоров'я та соціальна допомога — 32,9 %, мистецтво, розваги та відпочинок — 19,1 %, роздрібна торгівля — 15,7 %.